# L’Aigüeta
L'Aigüeta – miejscowość w Hiszpanii, w Katalonii, w prowincji Girona, w comarce Alt Empordà, w gminie Cabanes.
Według danych INE z 2005 roku miejscowość zamieszkiwało 79 osób.